# Nototeredo knoxi
Nototeredo knoxi är en musselart som först beskrevs av Bartsch 1917.  Nototeredo knoxi ingår i släktet Nototeredo och familjen skeppsmaskar. Inga underarter finns listade i Catalogue of Life.